# FIFA Manager 14
FIFA Manager 14 – komputerowa gra sportowa wyprodukowana przez Bright Future i wydana przez Electronic Arts 25 października 2013 roku.